# Gare de Cognelée
La gare de Cognelée est une gare ferroviaire belge, fermée, de la ligne 142, de Namur à Tirlemont située sur le territoire de l'ancienne commune de Cognelée, désormais rattachée à la ville de Namur, dans la province du même nom en Région wallonne. Elle est mise en service en 1869 par l'État belge et ferme dans les années 1960.

## Situation ferroviaire
La gare de Cognelée était située au point kilométrique (PK) 8,3 de la ligne 142, de Namur à Tirlemont via Éghezée et Jodoigne entre les points d'arrêt de Daussoulx et Waret-la-Chaussée.

## Histoire
La station de Cognelée est mise en service le 15 mai 1869 par la Compagnie du chemin de fer de Tamines à Landen, lorsqu'ils ouvrent à l'exploitation la section de Namur à Ramillies.
L'adjudication publique pour un nouveau bâtiment des recettes a lieu au printemps 1880.
La SNCB supprime les trains de voyageurs entre Namur et Ramillies le 10 décembre 1962 ; des trains de marchandises continuant à arpenter cette section jusqu'en 1973, lorsque la section Cognelée - Ramillies - Hoegaarden est déclassée. La section menant à Cognelée ferme à son tour en 1980.

## Patrimoine ferroviaire
Après sa fermeture, le bâtiment des recettes a été racheté et réaménagé en logements.
Les deux bâtiments de gare de Cognelée et Noville-Taviers appartiennent à un plan-type du groupe de Namur rappelant les bâtiments du groupe de Liège (Remicourt et Bierset-Awans) ainsi que dix gares sur la ligne de l'Amblève ces dernières ayant une façade en pierre locale au lieu de la brique.
Il s'agit d'un bâtiment conforme aux directives de 1880 avec : sur la droite une aile basse à toit sous bâtière de 7 travées servant de salle d'attente et de salle des pas perdus ; un corps central de deux étages sous bâtière servant de bureau, de guichet et de logement de fonction pour le chef de gare ; une aile de service à toit plat abritant la cuisine, la buanderie et la toilette. La façade est en briques avec de la pierre bleue pour les soubassements, les consoles des fenêtres du premier étage, les dés qui ornent l'angle et le centre de chaque ouverture et l'ornement des pilastres d'angle. Les pignons sont ornés d'une frise de briques et ceux du corps central possèdent une paire de fenêtres géminées avec des dés de pierre bleue. Le mur pignon de l'aile de 7 travées est percé par deux ouvertures de largeur égale surmontées par une baie triple avec un arrondi en son centre que l'on retrouve aussi sur les gares de la ligne de l'Amblève à sept travées.
La gare de Cognelée n'avait pas de halle aux marchandises, le service des colis et petites marchandises étant installé dans les deux travées extrêmes.